# Notopilo
Notopilo (лат.) — род жесткокрылых насекомых из семейства пестряков.

## Описание
Скапус усика с килем, окаймляющим каждую сторону задней поверхности; надкрылья с короткими, но видимыми при увеличении, внутрифовеальными волосками; волоски между бороздками расположены простыми рядами; присутствует девятая надкрыльная бороздка. Базитарзус без отчётливой вентральной площадки; тегмен с вентральным синусом короче дорсального; апикальные доли срединной доли без крупного направленного назад шипа или колючки.
Заднее крыло с поперечной жилкой CuA 3+4 полной (большинство видов) или отсутствующей (N. variipes, N. xanthoprolatus), и поперечной жилкой CuA 1 полной (большинство видов), неполной (N. cambageicola и N. reduncus) или отсутствующей (группа видов variipes), MP 3+4 отсутствует в основании поперечной жилки CuA 1.

## Систематика
В составе рода около 20 видов. В пользу монофилии Notopilo говорит полное отсутствие остатка задней крыловой жилки MP 3+4 в основании поперечной жилки CuA 1 (очень короткой у других родов, но постоянно отсутствующей только у видов Notopilo). Шестнадцать из двадцати видов, отнесенных к Notopilo, были отнесены к одной из пяти относительно однородных видовых групп, для которых были определены синапоморфии. Отношения четырёх оставшихся видов друг с другом и с другими видами Notopilo остаются неопределенными.
- Notopilo beswickensis Bartlett & Lambkin, 2022
- Notopilo brevistriatus Bartlett & Lambkin, 2022
- Notopilo calicis Bartlett & Lambkin, 2022
- Notopilo cambageicola Bartlett & Lambkin, 2022
- Notopilo confusus Bartlett & Lambkin, 2022
- Notopilo congruus (Newman, 1842)
- Notopilo elstoni Bartlett & Lambkin, 2022
- Notopilo eremosus Bartlett & Lambkin, 2022
- Notopilo gerstmeieri Bartlett & Lambkin, 2022
- Notopilo interfabulatus Bartlett & Lambkin, 2022
- Notopilo katherinensis Bartlett & Lambkin, 2022
- Notopilo lawnhillensis Bartlett & Lambkin, 2022
- Notopilo magnus Bartlett & Lambkin, 2022
- Notopilo obesus Bartlett & Lambkin, 2022
- Notopilo reduncus
- Notopilo tanybasilaris Bartlett & Lambkin, 2022
- Notopilo tompricensis Bartlett & Lambkin, 2022
- Notopilo variipes (Chevrolat. Formerly, 1874)
- Notopilo xanthoimprocerus Bartlett & Lambkin, 2022
- Notopilo xanthoprolatus Bartlett & Lambkin, 2022